# 愛宕町 (郡山市)
愛宕町（あたごまち）は、福島県郡山市に所在する町丁である。郵便番号は963-8873。

## 地理
郡山市役所本庁所管地域である市街中心部に属する。北で池ノ台、北東で堤下町、東で栄町、南東角で図景、南で山根町、南西角で七ッ池町、西で深沢とそれぞれ隣接する。中心市街地中部に位置し、住居表示が実施されている。静御前通り北側沿線の一角を範囲とする。住宅地が広がり、静御前通りに沿い店舗や事務所が点在する。北端には池ノ台とまたがる荒池公園がある。堤下町に所在する郡山警察署古舘交番、および堂前町に所在する郡山消防署本署がそれぞれ管轄にあたる。

## 世帯数と人口
2024年1月1日現在の世帯数と人口は以下の通りである。
| 町丁   | 世帯数  | 人口    |
| ------ | ------- | ------- |
| 愛宕町 | 634世帯 | 1,248人 |

## 小・中学校の学区
市立小・中学校に通う場合、学区は以下の通りとなる。
| 番地 | 小学校           | 中学校                 |
| ---- | ---------------- | ---------------------- |
| 全域 | 郡山市立橘小学校 | 郡山市立郡山第三中学校 |

## 交通

### 道路
- 一級市道31号大町大槻線（静御前通り）

## 施設等
- ローソン 郡山愛宕店
- 荒池公園